# Basananthe botryoidea
Basananthe botryoidea är en passionsblomsväxtart som beskrevs av André Georges Marie Walter Albert Robyns. Basananthe botryoidea ingår i släktet Basananthe och familjen passionsblomsväxter. Inga underarter finns listade i Catalogue of Life.